# Missão de visita das Nações Unidas ao Saara espanhol
A Missão de visita das Nações Unidas ao Saara espanhol foi criada pela resolução 3292 da Assembleia Geral das Nações Unidas de 13 de Dezembro de 1974, para verificar o processo de descolonização do então Saara Espanhol, agora Saara Ocidental, tendo sido enviada ao território e aos países vizinhos em 1975.